# Estil Borre

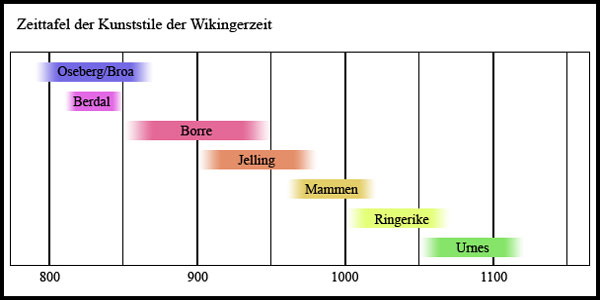
Cronologia dels estils de decoració animal escandinaus

L'estil Borre és una etapa dels estils de decoració zoomòrfica vikinga que deu el nom a un vaixell funerari trobat al cementeri viking de Borre, a Noruega. L'estil Borre substituí l'estil Oseberg i fou parcialment coetani del Jelling. Aparegué a mitjan s. IX i continuà en ús fins al final del s. X.
L'estil es caracteritza per un patró de trenat en les línies, semblant a les baules d'una cadena, que formen figures simètriques. El motiu més característic és la trena anellada, que consisteix en dues bandes trenades amb cèrcols als punts d'unió. També hi apareixen bèsties amb urpes prènsils. Les peces tenen més finesa en la tècnica de filigrana i granulació. A més d'en Borre (sobretot en peces de regnes de cavall), també hi ha importants exemples de fermalls a Dinamarca i Suècia. L'estil s'estengué a les illes britàniques, on aconseguí prou popularitat. A l'illa de Man hi ha algunes pedres monumentals d'aquest estil, igual que a Gran Bretanya i Irlanda.
Les etapes d'ornamentació zoomòrfica de l'època vikinga es cataloguen en aquests estils successius: Oseberg, Borre, Jelling, Mammen, Ringerike i Urnes.

## Galeria

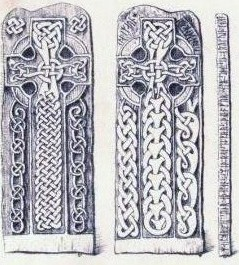
Esteles de l'illa de Man
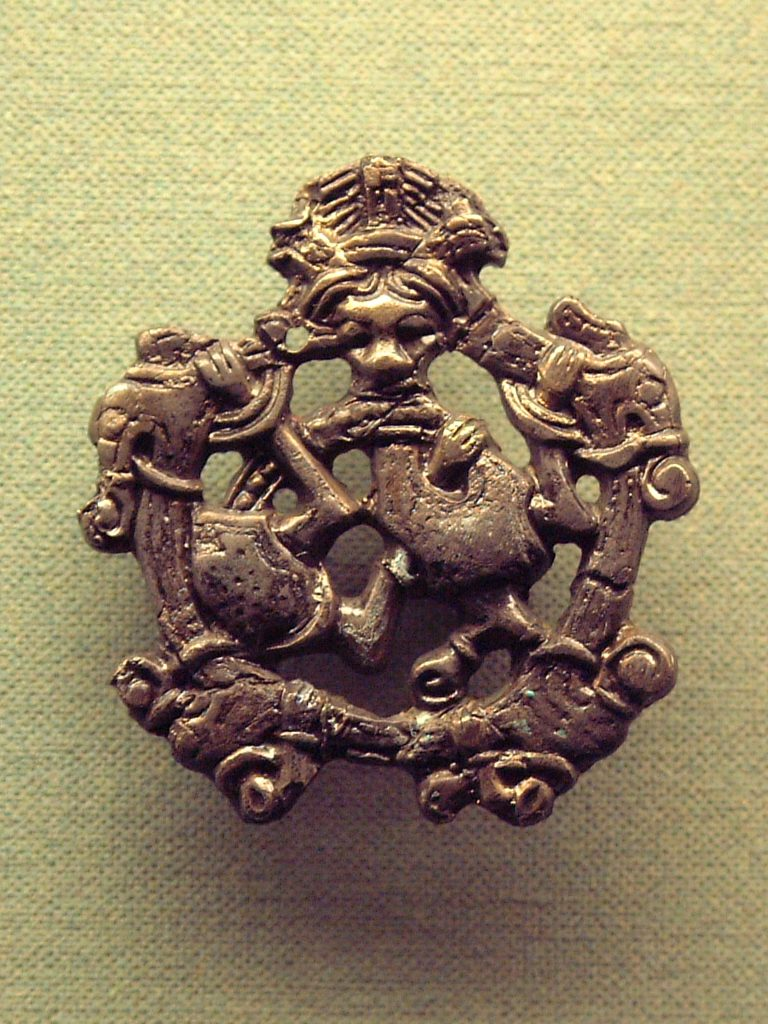
Fermall de bronze de Hedeby, Suècia